# Sheppardia cyornithopsis
A Sheppardia cyornithopsis a madarak (Aves) osztályának verébalakúak (Passeriformes) rendjéhez, ezen belül a légykapófélék (Muscicapidae) családjához tartozó faj.

## Rendszerezése
A fajt Richard Bowdler Sharpe angol zoológus és ornitológus írta le 1901-ben, a Callene nembe Callene cyornithopsis néven.

## Alfajai
- Sheppardia cyornithopsis cyornithopsis (Sharpe, 1901)
- Sheppardia cyornithopsis houghtoni Bannerman, 1931
- Sheppardia cyornithopsis lopezi (Alexander, 1907)[2]

## Előfordulása
Afrika nyugati és középső részén, Elefántcsontpart, Egyenlítői-Guinea, Gabon, Guinea, Kamerun, a Kongói Demokratikus Köztársaság, a Kongói Köztársaság, a Közép-afrikai Köztársaság, Libéria, Nigéria, Sierra Leone, Tanzánia és Uganda területén honos.
Természetes élőhelyei a szubtrópusi és trópusi síkvidéki és hegyi esőerdők, mocsári erdők, valamint ültetvények. Állandó, nem vonuló faj.

## Megjelenése
Testhossza 13 centiméter, testtömege 17-21 gramm.

## Természetvédelmi helyzete
Az elterjedési területe nagyon nagy, egyedszáma ugyan csökken, de még nem éri el a kritikus szintet. A Természetvédelmi Világszövetség Vörös listáján nem fenyegetett fajként szerepel.